# Live at the Fillmore
Live at the Fillmore je prvi, i zasad jedini, album uživo američke hip hop grupe Cypress Hill, izdan je krajem 2000. godine. Album je snimka nastupa grupe održanog 16. kolovoza 2000. godine u San Franciscu.

## Popis pjesama
1. "Hand on the Pump" (Bouldin, Freese, Muggerud) – 3:55
2. "Real Estate" (Freese, Muggerud, Reyes) – 3:17
3. "How I Could Just Kill a Man" (Freese, Muggerud, Reyes) – 3:22
4. "Insane in the Brain" (Freese, Muggerud, Reyes) – 3:36
5. "Pigs" (Freese, Muggerud) – 2:34
6. "Looking Through the Eyes of a Pig" (Freese, Muggerud) – 8:02
7. "Cock the Hammer" (Freese, Muggerud, Reyes) – 3:43
8. "Checkmate" (Freese, Muggerud, Reyes) – 3:30
9. "Can't Get the Best of Me" (Correa, Freese, Muggerud, Reyes, Wilk) – 3:59
10. "Lick a Shot" (Freese, Muggerud, Reyes) – 3:36
11. "A to the K" (Freese, Muggerud, Reyes) – 4:55
12. "I Ain't Goin' Out Like That" (Freese, Muggerud, Ray) – 3:37
13. "I Wanna Get High" (Freese, Muggerud, Reyes) – 2:11
14. "Stoned Is The Way of the Walk" (Muggerud) – 1:58
15. "Hits From the Bong" (Freese, Muggerud, Reyes) – 2:52
16. "Riot Starter" (Freese, Muggerud, Reyes) – 3:49
17. "(Rock) Superstar" (Freese, Muggerud, Reyes) – 6:06
18. "Checkmate (Remix)" (Freese, Muggerud, Reyes) – 4:01
19. "Can't Stop Won't Stop" (Bonus) - 3:29

## Izvođači
- B-Real – pjevač
- Sen Dog – pjevač
- DJ Muggs – produkcija, miksanje
- Eric Bobo – bubnjevi

## Top ljestvica

### Albuma
| Godina | Ljestvica              | Pozicija |
| ------ | ---------------------- | -------- |
| 2000.  | The Billboard 200      | #119     |
| 2001.  | Top R&B/Hip-Hop Albums | #78      |

## Vanjske poveznice
- allmusic.com[neaktivna poveznica] - Live at the Fillmore